# Lüchtringen
Lüchtringen is een dorp in de stadsgemeente Höxter in het oosten van de Duitse deelstaat Noordrijn-Westfalen. Lüchtringen ligt aan de Wezer, bijna 100 meter boven de zeespiegel. Eind 2020 telde Lüchtringen volgens de website van de gemeente Höxter 2.938 inwoners.
Lüchtringen is de grootste plaats in de gemeente na de stad Höxter zelf. Het is het enige stadsdeel, dat op de rechter (oost-)oever van de Wezer ligt. Het dorp ligt ongeveer 4 km ten noordoosten van de stad Höxter en ongeveer 4 km ten zuidwesten van het centrum van het direct aangrenzende Holzminden. Het dorp heeft een station, Station Lüchtringen aan de spoorlijn Langeland - Holzminden. Lüchtringen ligt aan de toeristische langeafstandsfietsroute Weser-Radweg.

## Economie
De meeste inwoners van Lüchtringen, voor zover zij geen woonforensen met een werkkring in een grotere plaats elders zijn, leven van het toerisme of werken in een van de kleine en middelgrote bedrijven op het plaatselijke industrieterrein. De tijd, waarin verreweg de meeste mannen van het dorp werkten als bouwvakker, is sedert omstreeks 1990 voorbij. Aan dit verleden herinnert het monument De metselaar in Lüchtringen.

## Geschiedenis
De oudste vermelding van het dorp, in een register van de Abdij van Corvey, dateert uit het jaar 854. Van de 13e tot in de 15e eeuw resideerde hier een riddergeslacht Von Lüchtringen, dat in het familiewapen een vijfarmige kandelaar voerde, die in het in 1952 toegekende dorpswapen terugkeert. In 1634, tijdens de Dertigjarige Oorlog, was er in de omgeving van Lüchtringen korte tijd sprake van zware strijd. Van 1803 tot 1806 was koning Willem I der Nederlanden in zijn tijdelijke hoedanigheid van vorst van Fulda en Corvey korte tijd de machthebber over het dorp. Na de val van Napoleon Bonaparte kwam het dorp in het Koninkrijk Pruisen en vanaf 1871 in het Duitse Keizerrijk te liggen.
In 1865 werd station Lüchtringen aan de nieuwe spoorlijn van Langeland naar Holzminden geopend. Van 1876 tot 1984 had het dorp ook station Lüchtringen-Steinkrug aan de spoorlijn Scherfede - Holzminden. Deze lijn werd, na in 1992 ook voor goederenvervoer te zijn gesloten, opgebroken. Op het tracé werd later een fietspad aangelegd.
In 1901 werd de rooms-katholieke, aan Johannes de Doper gewijde, dorpskerk, na blikseminslag door brand verwoest. Eén jaar later werd een nieuwe kerk, gebouwd in de stijl der neogotiek, ingewijd.
Pas in 1977 kreeg het dorp een eigen brug over de Wezer naar de stad Höxter. Voordien moesten de inwoners van Lüchtringen om daar te komen de rivier per veerpont oversteken.

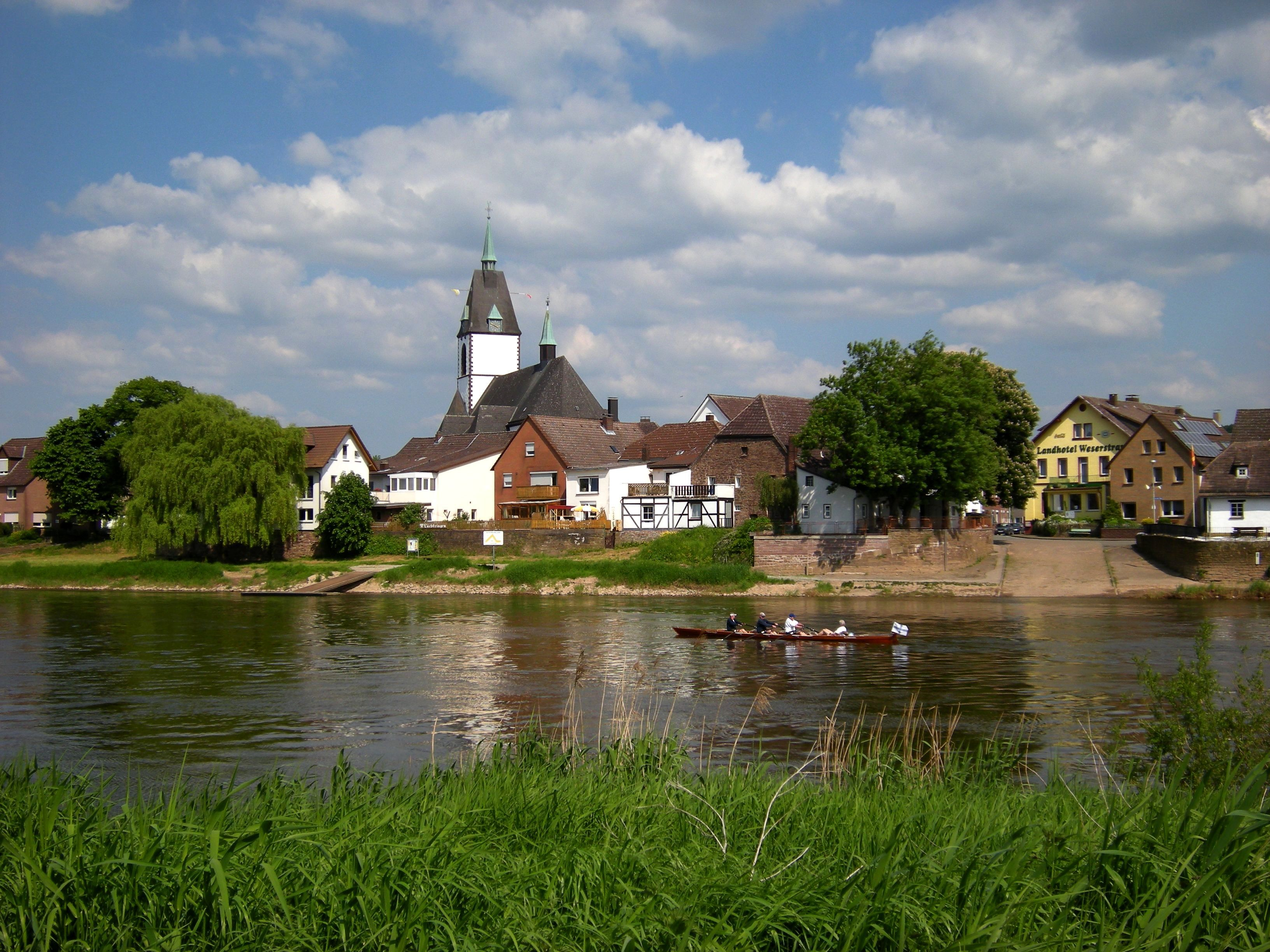
Gezicht op het dorp vanaf de Wezer
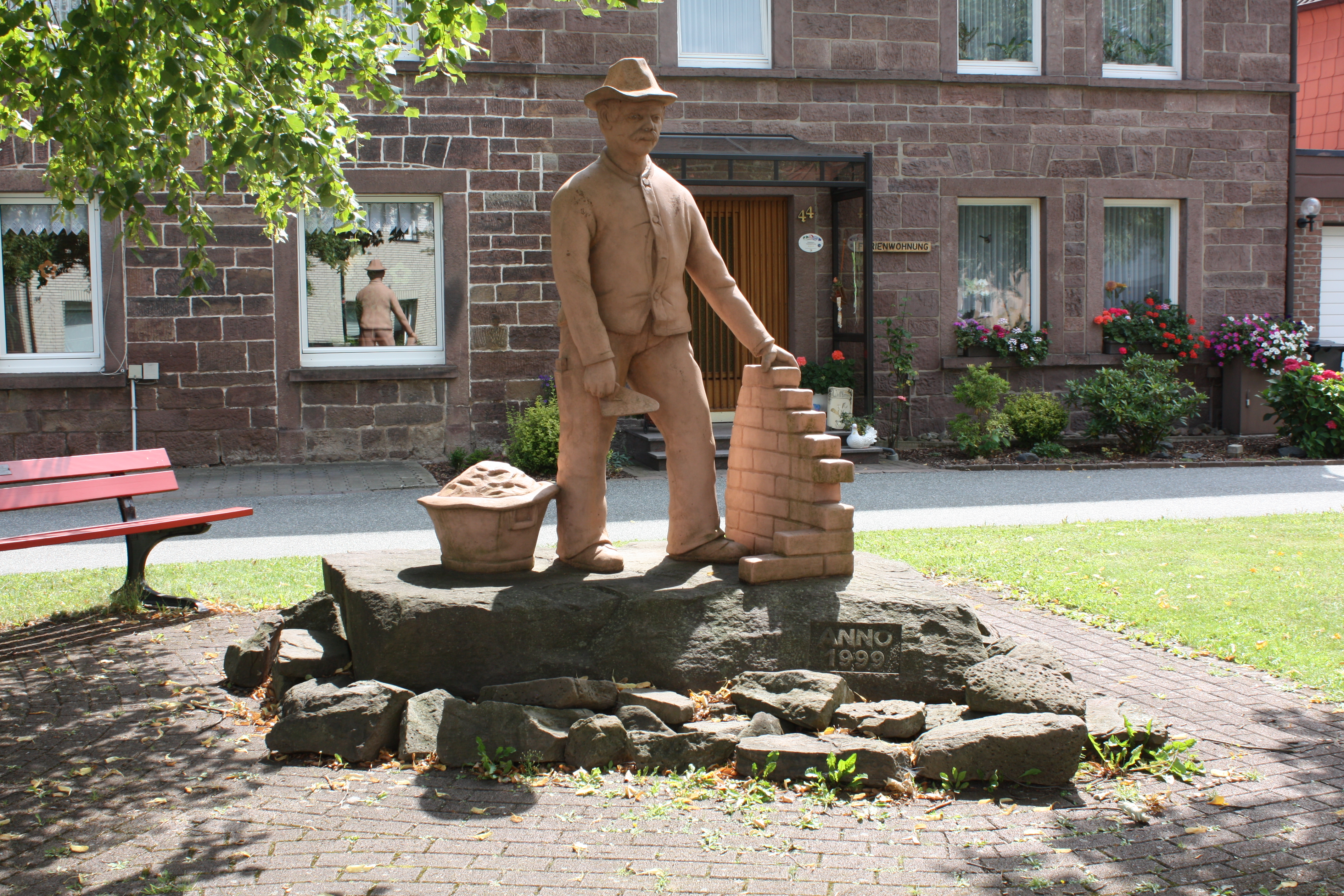
Monument De metselaar
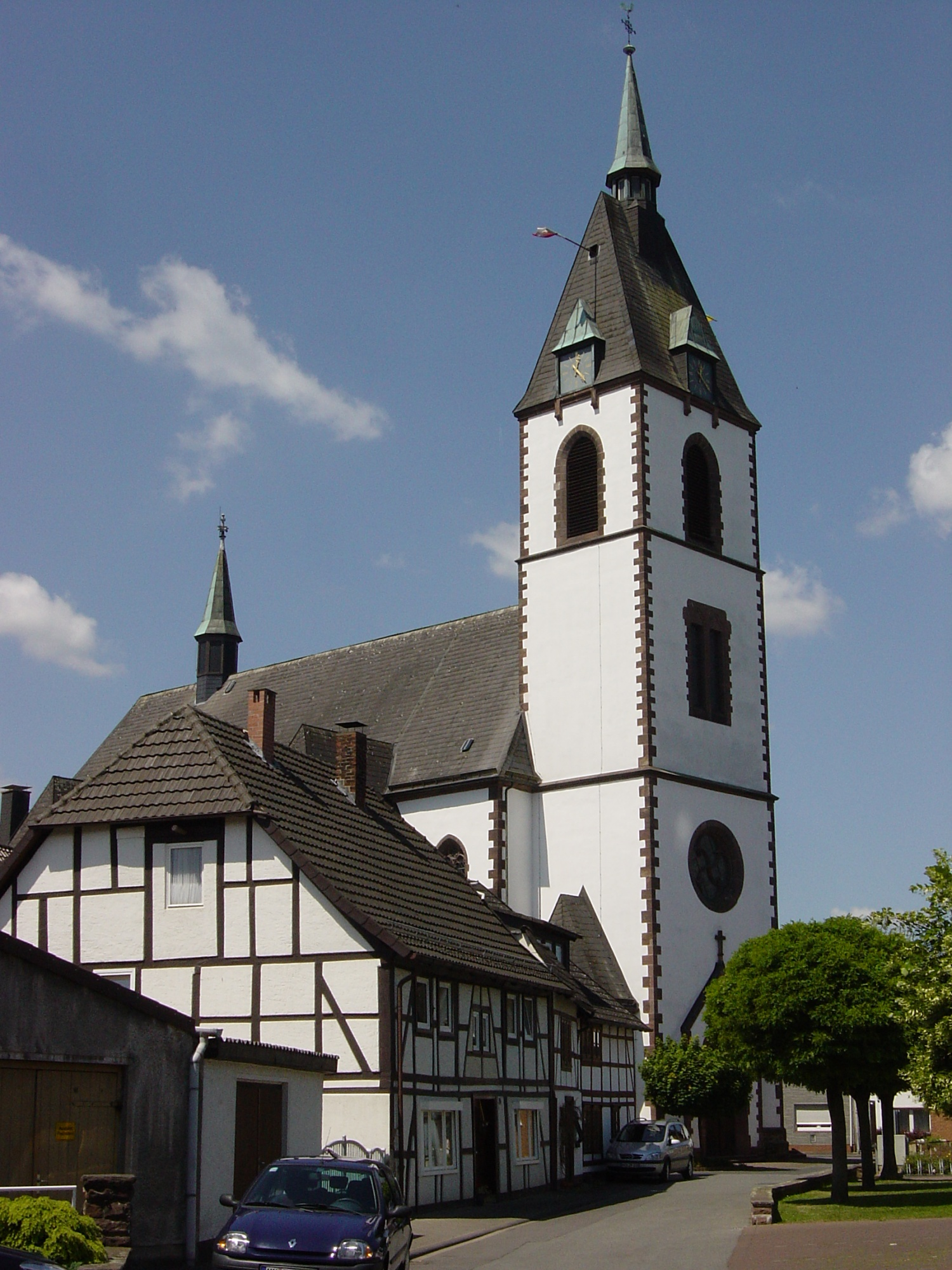
Johannes-de-Doperkerk, Lüchtringen
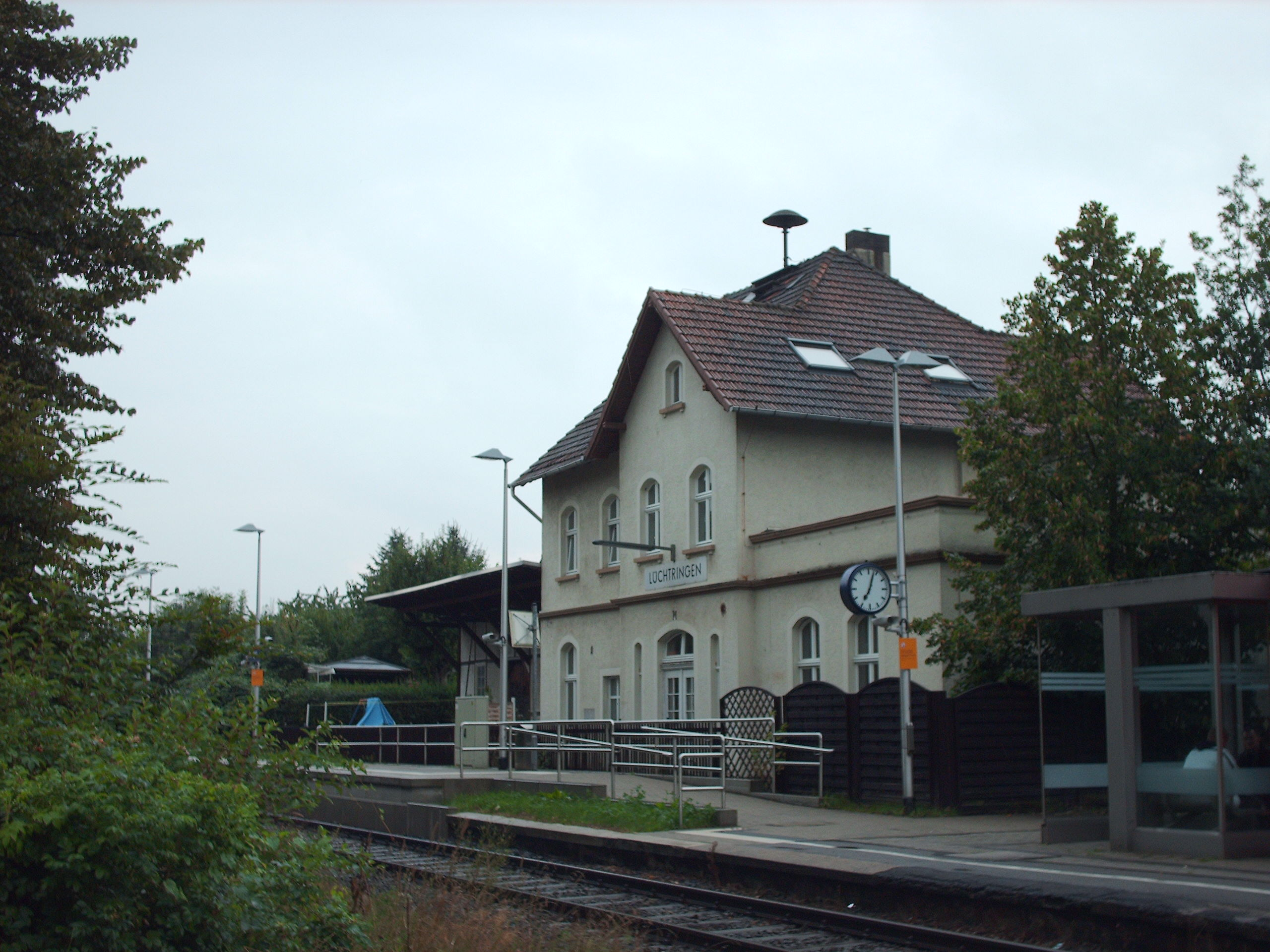
Station
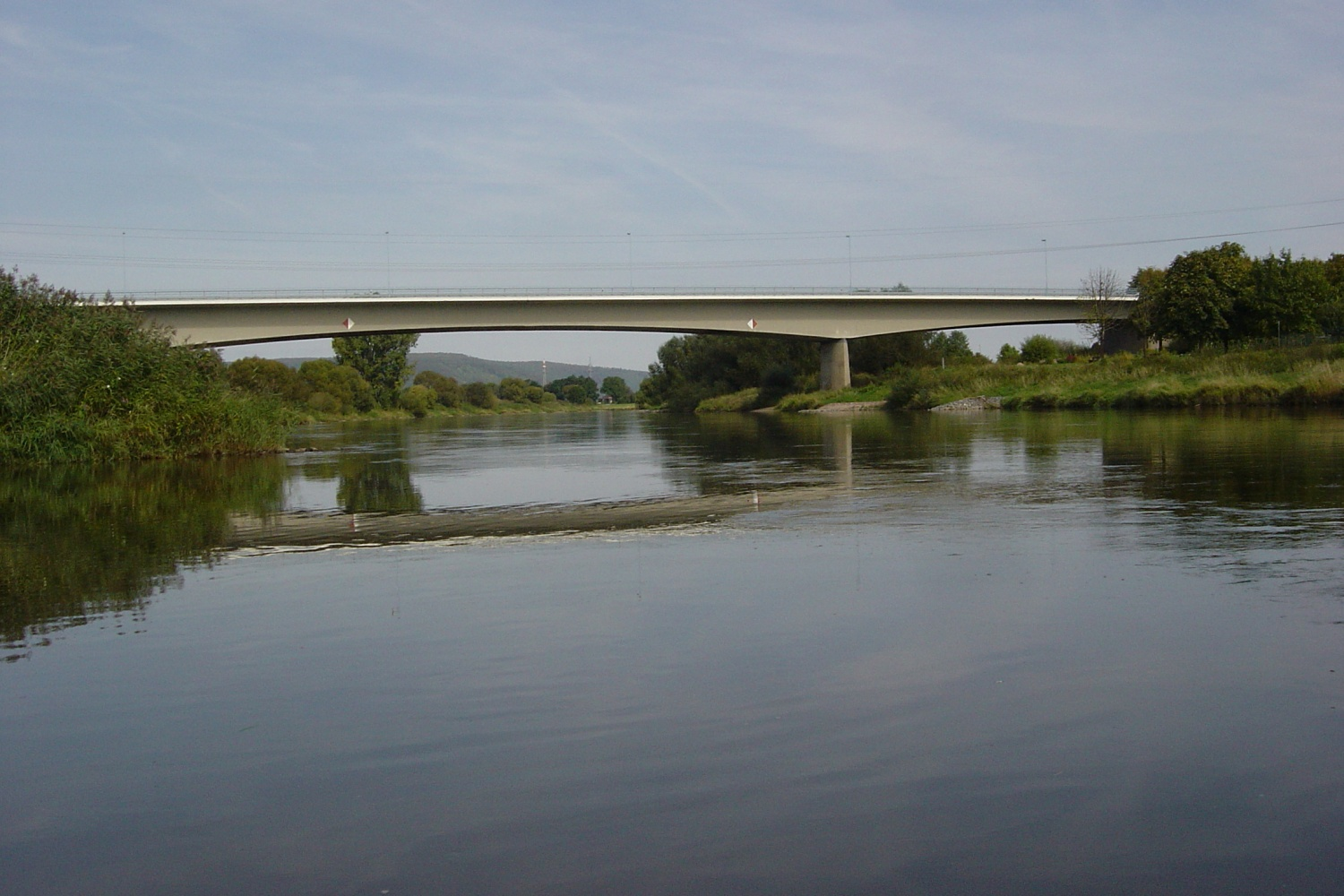
Wezerbrug (1977)